# Харисон (Џорџија)
Харисон (Џорџија) (енгл. Harrison) град је у америчкој савезној држави Џорџија. По попису становништва из 2010. у њему је живело 489 становника.

## Демографија
Према попису становништва из 2010. у граду је живело 489 становника, што је 20 (3,9%) становника мање него 2000. године.
| Група             | 2000.       | 2010.       |
| Белци             | 97 (19,1%)  | 108 (22,1%) |
| Афроамериканци    | 404 (79,4%) | 355 (72,6%) |
| Азијати           | 1 (0,2%)    | 4 (0,8%)    |
| Хиспаноамериканци | 1 (0,2%)    | 12 (2,5%)   |
| Укупно            | 509         | 489         |